# Volker Banfield
Volker Banfield (1944) es un pianista alemán, el único alemán ganador del Concurso Jeunesses Musicales de Berlín, en 1960.
Becado por la DAAD (Programa de Intercambio Académico Alemán) fue a estudiar a Estados Unidos en 1965, primero con Adele Marcus en la Juilliard School de Nueva York y posteriormente con Leonard Shure en la Universidad de Texas de Austin.
Es profesor titular de piano en la Hochschule für Musik und Theater de Hamburgo, y participa en numerosos jurados de concursos internacionales.
- Datos: Q827101